# Sialis hamata
Sialis hamata is een insect uit de familie Sialidae, die tot de orde grootvleugeligen (Megaloptera) behoort. De soort komt voor in het zuidwesten van Canada en het noordwesten van de Verenigde Staten.